# Beöthy Konrád
bessenyői és örvendi Beöthy Konrád (Gyapoly, 1898. április 9. – Pécs, 1958. július 5.) igazságügyi orvostani kutató, egyetemi tanár, az orvostudományok kandidátusa (1952).

## Életpályája
1916-ban Nagyváradon érettségizett. 1916–1917 között az első világháborúban az orosz és az olasz fronton harcolt. 1917–1919 között olasz hadifogságban volt. 1920–1924 között a Nemzeti Hadseregben szolgált. 1925–1926 között a pécsi Erzsébet Tudományegyetem Törvényszéki Intézet díjtalan, majd díjas gyakornoka, 1926–1932 között egyetemi tanársegéde, 1932–1940 között egyetemi adjunktusa volt. 
1927–1930 magyar állami ösztöndíjjal – Bécsben, Brüsszelben, Párizsban, Berlinben, Modenában, Innsbruckban és Bolognában – tanult. 1931-ben magántanári képesítést szerzett Pécsen a törvényszéki orvostani vizsgáló eljárások tárgykörből. 1931–1938 között a pécsi Erzsébet Tudományegyetem magántanára volt. 1933–1934 között a glasgow-i törvényszéki orvostani intézet Rockefeller-ösztöndíjas vendégkutatója volt. 1938-ban  rendkívüli tanári címet kapott. 1938–1940 között az igazságügyi orvostan nyilvános rendkívüli tanára volt. 1940–1944 között a nagyváradi állami kórház Pathológiai Osztályának főorvosaként tevékenykedett. 1941-ben Nagyváradon laboratóriumi főorvosként praktizált. 1944–1945 között a kolozsvári Ferenc József Tudományegyetem Pathológiai Intézetének igazgatója volt.
1945–1946 között – az államváltás után – a Marosvásárhelyre költözött magyar nyelvű patológiaoktatás vezetője volt. 1948–1952 között a Pécsi Tudományegyetemen a törvényszéki orvostan nyilvános rendes tanára volt. 1952–1958 között a Pécsi Orvostudományi Egyetem Törvényszéki Orvostani Tanszék tanszékvezető egyetemi tanára volt.
Kiterjedt szakirodalmi munkásságot fejtett ki. Sírja a pécsi központi temetőben található.

## Családja
Szülei: Beöthy Kálmán rendőrkapitány és Marjai Erzsébet voltak. Testvére: Beöthy Kálmán (1896–1971) csendőrtiszt, szerkesztő volt.

## Művei
- Méhtályog áttörése a hasüregbe következményes halálos hashártyagyulladással. – Myelitis e compressione. – A vércsoportok s azok jelentősége, különös tekintettel a törvényszéki orvostanra (Gyógyászat, 1928)
- Thermophorként alkalmazott, rozoga villamoslámpák által okozott halál (Budapest, 1929)
- Veleszületett kétoldali mellékvesehiány járulékos mellékvesével (Szalay Józseffel; Gyógyászat, 1929)
- A gyomorcsukó ellenállásának kísérletes megállapítása és annak értékelése vízben talált újszülöttek élveszülöttségét illetőleg (Gyógyászat, 1931)
- A holttest ruházata átvizsgálásának fontossága (Magyar Jogi Szemle, 1931)
- A kétpengéjű kés alkalmazása s a zsír quantitativ meghatározása halálos pulmonalis zsírembóliánál (Budapest, 1931)
- Külföldi törvényszéki orvostani intézetekben tett tapasztalataim (Budapest, 1931)
- Megbízhatók-e a vércsoportmeghatározások eredményei apasági keresetekben? (Budapest, 1931)
- A férfi tehetetlensége (Budapest, 1932)
- A súlyos testi sértés és súlyos sérülés (Budapest, 1932)
- Hirtelen halál és status thymicolymphaticus (Budapest, 1934)
- A szűrt ibolyántúli fény alkalmazása a törvényszéki orvostanban (Budapest, 1934)
- Hogyan lehet haj- és szőrszálmetszeteket készíteni? A haj- és szőrszál alkotórészeinek electív festéssel való elkülönítése (Budapest, 1934)
- A láz esetleges hatása a tanúvallomásban (Csendőrségi Lapok, 1936)
- A vér alkoholtartalmának meghatározása… Az orvosi bizonyítványoktól (Budapest, 1936)
- Érdekesebb törvényszéki orvostani esetek (Magyar Pathológusok Társasága Füzete; Debrecen, 1940)
- Törvényszéki (bírósági) orvostan (Ökrös Sándorral, Fazekas I. Gyulával; egyetemi jegyzet; Szeged, 1951)
- Igazságügyi orvostan (egyetemi jegyzet; Pécs, 1956)